# Alice de Saluzzo
Alice de Saluzzo (em italiano:  Alasia; Saluzzo, 18 de maio de 1269 – Castelo de Arundel, 25 de setembro de 1292) foi uma nobre italiana. Ela foi condessa de Arundel pelo seu casamento com Ricardo Fitzalan, 1.º Conde de Arundel.

## Família
Alice era a filha do marquês Tomás I de Saluzzo e de Luísa (também chamada de Aloísia) de Ceva. Ceva era uma família que se originou da Casa de Aleramici, proveniente dos Francos sálios.
Os seus avós paternos eram Manfredo III de Saluzzo e Beatriz de Saboia. Os seus avós maternos eram o marquês Guilherme II de Ceva e sua esposa de nome desconhecido, filha de Manfredo II de Saluzzo e de Adelaide de Monferrato.
A outra Alice de Saluzzo que viveu na mesma época era tia desta, filha de Manfredo III, que foi casada com Edmundo de Lacy, Barão de Pontefract e Conde de Lincoln. Ela foi levada até a Inglaterra como parente distante da rainha Leonor da Provença, consorte de Henrique III. 
Alice teve quatorze irmãos, entre eles: Manfredo IV, cuja primeira esposa foi Beatriz da Sicília e a segunda foi Isabel Doria; Leonor, segunda esposa de Corrado I de Caretto, marquês titular de Savona, Iolanda, que foi primeiro casada com Opizzino Spinola e depois com Luchino Visconti, senhor de Milão, etc.

## Biografia
Em alguma data antes de 1285, Alice se casou com Ricardo Fitzalan, senhor de Clun e Oswentry, nas Marcas galesas. Ele era filho de João Fitzalan e de Isabel Mortimer. O casamento foi arranjado pela sua parente, a rainha Leonor da Provença. 
Em 1289, Ricardo sucedeu ao título de conde de Arundel, além de, no mesmo ano, ter sido investido como cavaleiro pelo rei Eduardo I. Ricardo lutou nas Guerras Galesas de 1288 a 1294, e, mais tarde, nas Guerras de independência da Escócia.
A principal residência do casal era o Castelo de Marlborough, em Wiltshire, porém, o conde também era proprietário do Castelo de Arundel, além dos castelos de Cluny e Oswentry, hoje em Shropshire. Eles tiveram seis filhos.
A condessa faleceu em 25 de setembro de 1292, com cerca de 23 anos, e foi enterrada na Abadia de Haughmond, em Shrewsbury. Quando o seu viúvo faleceu em 9 de março de 1302, ele foi enterrado ao lado de Alice. Em 1341, provisões foram feitas para que 12 velas fossem queimadas ao lado da tumba do casal. A abadia está em ruínas como resultado de um incêndio ocorrido na época da Guerra Civil Inglesa, no século XVII.

## Descendência
- Edmundo Fitzalan, 2.º Conde de Arundel (1 de maio de 1285 – 17 de novembro de 1326), sucessor do pai. Foi casado com Alice de Warenne, com quem teve quatro filhos. Foi executado sob as ordens da rainha Isabel da França, que havia deposto o marido, Eduardo II de Inglaterra;
- Leonor (c. 1284 – julho ou agosto de 1328), esposa de Henrique Percy, 1.º Barão Percy. Teve descendência;
- João (c. 1287 – após 5 de dezembro de 1375), foi um padre;
- Alice (c. 1289 – após 1327), foi esposa de Estêvão de Segrave, 3.º Senhor Segrave. Teve descendência;
- Matilde (n. c. 1289), esposa de Filipe Burnell;
- Margarida (c. 1292 – 1354), esposa de Guilherme le Botiller. Teve descendência.